# Zel Praga Warschau
Die Fußballmannschaft Wehrmacht Heer Zel Praga Warschau (kurz: Zel Praga Warschau, auch: WH Zel Praga Warschau), aufgestellt vom Zentralen Ersatzteillager (Zel) der deutschen Besatzungstruppen im Warschauer Stadtteil Praga, nahm 1942 bis 1944 an den Punkte- und Pokalspielen der Gauliga Generalgouvernement teil. 

## Geschichte
Die Mannschaft des Zentralen Ersatzteillager des Heeres in Warschau-Praga trat erstmals in der Saison 1942 zu den Punktespielen der Gauliga an. Genau ein Jahr nach ihrem ersten Auftritt wurde sie im April 1943 Meister des Distrikts Warschau. Drei Monate später setzte sie sich im  Sportgau Generalgouvernement in den Qualifikationsspielen für den Tschammerpokal durch, die unabhängig vom regionalen Bernsteinpokal ausgetragen wurden. Dort unterlag die Mannschaft in der ersten Runde dem MSV Brünn mit 3:5 und schied somit aus dem Wettbewerb aus.
Nach dem Sieg in der regionalen Qualifikation für den Tschammerpokal erreichte Zel Praga auch das Finale des von Generalgouverneur Hans Frank gestifteten Bernsteinpokals, unterlag aber knapp gegen den LSV Mölders Krakau, den der frühere Schalke-Trainer Otto Faist betreute. Zu einer Neuauflage dieses Endspiels kam es im Bernsteinpokal 1944; wieder siegte der LSV Mölders Krakau knapp, dieses Mal mit 3:2.
Mit dem Rückzug der Wehrmacht vom Ostufer der Weichsel angesichts des Vormarschs der Roten Armee Ende Juli 1944 löste sich die Mannschaft auf.

## Erfolge
- Meister des Distrikts Warschau: 1943
- Finalist des Bernsteinpokals: 1943, 1944